# Río Arcos
El río Arcos es un río del este de la península ibérica, tributario del río Turia por su margen izquierda, que discurre por las provincias de Teruel y Cuenca, en España.

## Curso
El río nace en el término municipal de Arcos de las Salinas, donde las calizas permeables jurásicas están en contacto con los materiales subyacentes impermeables de facies Keuper y de edad triásica. Sus aguas se salinizan aguas hacia abajo de Arcos por recibir la surgencia de agua salada del contacto Jurásico-Keuper, después entra en una hoz y desemboca en el Turia a unos 1,5 km aguas hacia abajo de Las Rinconadas (en Santa Cruz de Moya).